# Adile Sultan
Adile Sultan, född 1826 i Istanbul, död där 1899, var en osmansk prinsessa. Hon var dotter till sultan Mahmud II, och syster till Abd ül-Mecid I. Hon är känd som poet inom den så kallade divan-poesin.